# Julius Franz Lauer
Julius Franz Lauer (* 25. Juli 1819 in Anklam; † 22. März 1850 ebenda) war ein deutscher Klassischer Philologe und Hochschullehrer.

## Leben
Lauer besuchte zunächst die Höhere Bürgerschule Anklam, bevor er 1834 an das Gymnasium Neuruppin wechselte, an dem er die Reifeprüfung bestand. Im Herbst 1838 immatrikulierte er sich an der Universität Berlin. Zu seinen zentralen Lehrern zählten dort Karl Lachmann und Peter Feddersen Stuhr. 1840 wechselte er an die Universität Leipzig, an der er bei Gottfried Hermann, Moriz Haupt und Wilhelm Adolf Becker studierte. 1841 kehrte er an die Berliner Universität zurück, an der er 1843 mit der Dissertation Quaestiones Homericae. Quaestio prima: de undecimi Odysseae libri forma germana et patria zum Dr. phil. promovierte. Bereits in der Studienzeit hatte er immer wieder mit gesundheitlichen Problemen zu kämpfen und kurierte sich daher regelmäßig in seiner Heimatstadt.
Lauer habilitierte sich im April 1846 an der Philosophischen Fakultät der Berliner Universität. Als Privatdozent hielt er Vorlesungen über griechische Mythologie und über die epische Poesie der Griechen, wobei er ein besonderes Augenmerk auf die Dichtungen des Homer legte. Zwar hatte er bereits weitere Vorlesungen angekündigt und konzipiert, als ihn der gesundheitliche Zustand zu einer Pause seiner Lehrtätigkeit zwang. Er zog sich in seine Heimatstadt zurück, in der er an einem Herzleiden starb.

## Veröffentlichungen (Auswahl)
- Quaestiones Homericae. Quaestio prima: de undecimi Odysseae libri forma germana et patria. Besser, Berlin 1843 (Digitalisat).
- Litterarischer Nachlass.
  - Band 1: Zu Homer. Herausgegeben von Theodor Beccard und Martin Hertz, Reimer, Berlin 1851 (Digitalisat).
  - Band 2: Zur Mythologie (=System der griechischen Mythologie. Prolegomena und die griechischen Himmelsgötter). Herausgegeben von Hermann Wichmann, Reimer Berlin 1853 (Digitalisat).